# Grotte de Rouffignac
De Grotte de Rouffignac (grot van Rouffignac) ligt in de Dordogne vlak bij de Franse plaats Rouffignac-Saint-Cernin-de-Reilhac.
De grot bevat afbeeldingen uit het Midden-Magdalénien van paarden, steenbokken, neushoorns, bizons en vooral mammoeten (circa 158). De grot werd in 1575 ontdekt door François de Belleforest. Hij wordt wel de grot van de honderd mammoeten genoemd. Door de acht kilometer lange grot loopt een elektrisch treintje.

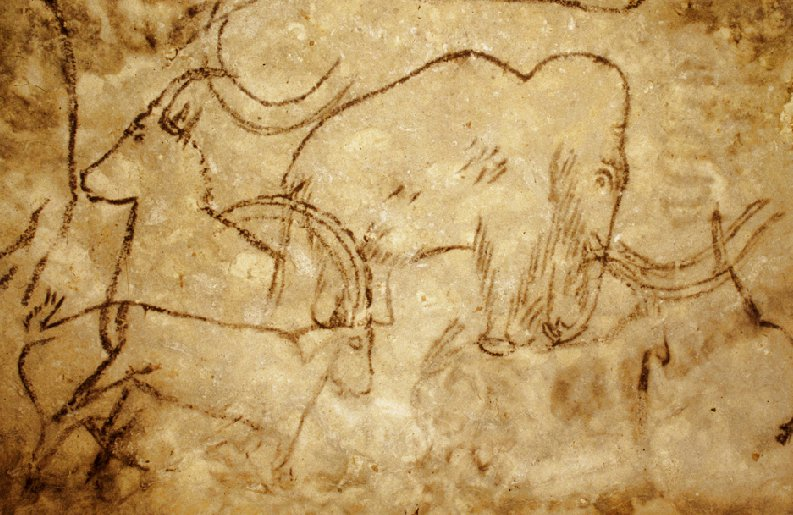
Grotschildering